# Campionati europei di biathlon 2025
I Campionati europei di biathlon 2025 sono stati la 32ª edizione della massima manifestazione continentale di biathlon.
Organizzati dall'IBU, si sono tenuti dal 29 gennaio al 2 febbraio 2025 in Val Martello, in Italia. I campionati hanno assegnato punti per l'IBU Cup 2024-25, di cui costituivano la sesta tappa.

## Calendario
| Uomini | 20 km individuale |   | 10 km sprint  | 12,5 km inseguimento | Staffetta | 4 |
| Donne  | 15 km individuale |   | 7,5 km sprint | 10 km inseguimento   | Staffetta | 4 |
| Totale | 2                 | 0 | 2             | 2                    | 2         | 8 |

## Podi

### Uomini
| Evento               | Oro                   | Tempo      | Argento                    | Tempo   | Bronzo                | Tempo   |
| 20 km individuale    | Isak Frey             | 54'10"7    | Fredrik Mühlbacher         | +31"7   | Emil Nykvist          | +47"2   |
| 10 km sprint         | Sivert Guttorm Bakken | 25'03"6    | Vetle Sjåstad Christiansen | +6"6    | Fredrik Mühlbacher    | +10"2   |
| 12,5 km inseguimento | Patrick Braunhofer    | 34'27"2    | Isak Frey                  | +22"7   | Sverre Dahlen Aspenes | +37"5   |
| Staffetta            | Norvegia              | 1:16'00"1' | Germania                   | +2:06"9 | Francia               | +2:36"2 |

### Donne
| Evento             | Oro                    | Tempo      | Argento                | Tempo | Bronzo                 | Tempo |
| 15 km individuale  | Johanna Puff           | 47'06"4    | Marlene Fichtner       | +9"5  | Anna Karin Heijdenberg | +18"5 |
| 7,5 km sprint      | Anna-Karin Heijdenberg | 21:43.1    | Amandine Mengin        | +49"3 | Baiba Bendika          | +49"4 |
| 10 km inseguimento | Baiba Bendika          | 33'54"4    | Anna-Karin Heijdenberg | +15"6 | Linda Zingerle         | +19"2 |
| Staffetta          | Germania               | 1:14'04"2' | Francia                | +22"3 | Italia                 | +41"4 |

## Medagliere
| Pos.   | Paese    | Oro | Argento | Bronzo | Totale |
| ------ | -------- | --- | ------- | ------ | ------ |
| 1      | Norvegia | 3   | 2       | 1      | 6      |
| 2      | Germania | 2   | 2       | 0      | 4      |
| 3      | Svezia   | 1   | 1       | 2      | 3      |
| 4      | Italia   | 1   | 0       | 2      | 3      |
| 5      | Lettonia | 1   | 0       | 1      | 2      |
| 6      | Francia  | 0   | 2       | 1      | 3      |
| 7      | Austria  | 0   | 1       | 1      | 2      |
| Totale | Totale   | 8   | 8       | 8      | 24     |